# Lingèvres
Lingèvres är en kommun i departementet Calvados i regionen Normandie i norra Frankrike. Kommunen ligger i kantonen Balleroy som ligger i arrondissementet Bayeux. År 2022 hade Lingèvres 451 invånare.

## Befolkningsutveckling
Antalet invånare i kommunen Lingèvres
Referens: INSEE